# Cando (rijeka)
Cando je rijeka istočnog San Marina. Izvire istočno od Monte San Cristoforo, teče prema sjeveroistoku da bi se spojio s Maranom u blizini grada Faetana.